# Wawrzyniec Chorembalski
Wawrzyniec Chorembalski (ur. 8 sierpnia 1888 w Zawichoście, zm. 20 czerwca 1965 w Warszawie) – polski malarz.

## Życiorys
Urodził się 8 sierpnia 1888 w Zawichoście, w rodzinie Karola i Bronisławy z Kwiatkowskich. Studiował w Szkole Sztuk Pięknych w Warszawie (u Stanisława Lentza i Wincentego Trojanowskiego), po ukończeniu studiów 1913 kontynuował studia w École des beaux-arts w Paryżu.
W okresie międzywojennym był członkiem Towarzystwa Zachęty Sztuk Pięknych oraz Polskiego Towarzystwa Artystycznego. W roku 1956 został członkiem ogólnopolskiej grupy „Zachęta” i uczestniczył w jej wystawach.
W jego twórczości dominuje malarstwo pejzażowe.
Obrazy Chorembalskiego znajdują się w zbiorach Muzeum Narodowego w Warszawie oraz Muzeum Historycznego Miasta Warszawy. Znaczna część przedwojennych dzieł Chorembalskiego spłonęła w czasie powstania warszawskiego.
Zmarł 20 czerwca 1965 w Warszawie. Pochowany na cmentarzu Powązkowskim (kwatera 48-6-28,29).